# アシュランド級ドック型揚陸艦
アシュランド級ドック型揚陸艦（アシュランドきゅうドックがたようりくかん、英語: Ashland-class dock landing ship）は、アメリカ海軍が運用していたドック型揚陸艦の艦級。
準同型艦として、主機関を蒸気タービンに改正したカサ・グランデ級があるが、こちらも本級の一部として分類されることもある。

## 来歴
イギリス海軍では、大陸反攻作戦を想定して、1940年ごろより各種揚陸艦艇の開発に着手した。これにより、車両人員揚陸艇（LCVP）や機動揚陸艇（LCM）など各種の上陸用舟艇が開発されたほか、戦車などの重装備を揚陸できる戦車揚陸艇（LCT）、より航洋性を向上させた戦車揚陸艦（LST）なども登場した。しかし、上陸用舟艇は母艦のダビットから吊り下ろされて発進するため、発進に手間取り同時発進数が限られる上に荒天時の運用が難しいという問題があった。またLSTは非常に有用であったが、門扉を有する特殊な艦首形状のために速力が遅かった。
このことから、同時に多数の上陸用舟艇を運用できる艦として構想されたのが戦車揚陸艇母艦であった。当時のイギリスでは、工業力の制約からこのような新コンセプト艦の建造は難しく、実際の建造はアメリカで行われることになった。これによって建造されたのが本級であり、アメリカ海軍ではドック型揚陸艦（LSD）と称された。

## 設計

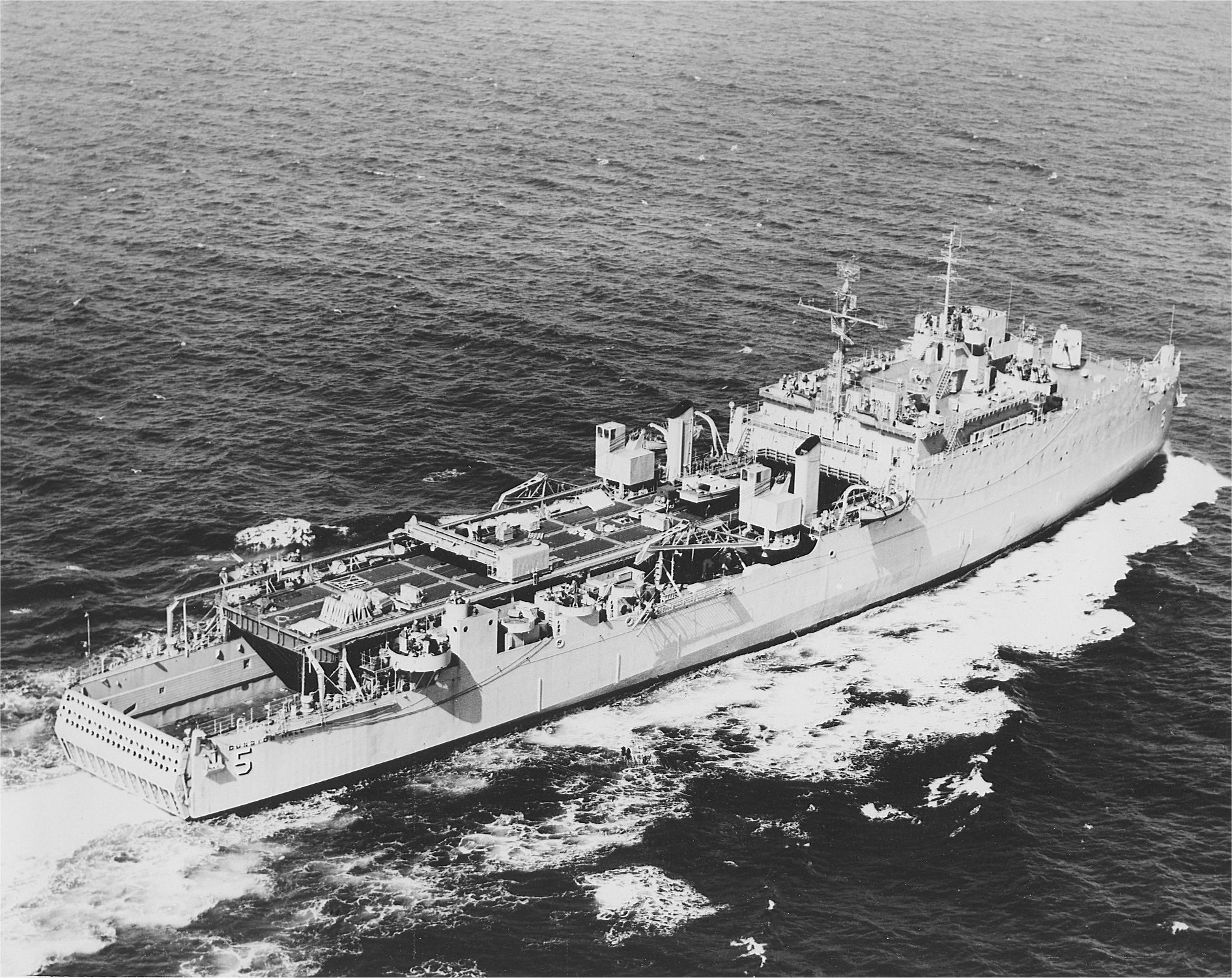
艦尾側からの艦影

本級の設計は、いわば浮き乾ドックをもとに、前方に艦首部、後方にヒンジ式のゲートを設けて自航可能にしたものとなっており、ウェルドックを中心として組み立てられている。ドック前半部を跨ぐかたちで架せられた上部構造物には、主として居住区が設けられた。一方、ドック下の船体には機関部やバラスト・燃料タンクが配された。またドック漲水時の船体の安定性を保つため、ドックの両側に防水区画を配する必要があったことから、ここにも居住区やバラストタンクのほか、機関区画への給排気スペースが設けられた。
ウェルドックは長さ118メートル×幅13メートルと、艦全長の81パーセント強におよぶ長大なものとなっている。上陸用舟艇の発進・収容は、バラストタンクに注水して船体後部を下げ、ドック内に漲水することで実施する。戦車揚陸艇（LCT）であれば3隻、機動揚陸艇（LCM）であれば14隻を収容できた。なお、自由水の影響を抑えるため、ドックの中ほどには中間ゲートが設けられていた。
また、上部構造物後方にあたるドック後半部上方にも仮設の甲板を架することで、ここにも多くの車両を露天搭載することができた。この仮設甲板や揚陸艇との物資揚降のため、煙突付近の両舷には力量35トンのクレーンが設けられていた。
当初設計では蒸気タービン主機関とされていたが、減速機の生産力不足のため、本級ではレシプロエンジンとされた。

## 同型艦
| #     | 艦名                                     | 竣工       | 除籍       | その後                                                            |
| ----- | ---------------------------------------- | ---------- | ---------- | ----------------------------------------------------------------- |
| LSD-1 | アシュランド USS Ashland                 | 1943年6月  | 1969年11月 |                                                                   |
| LSD-2 | ベレ・グローヴ USS Belle Grove           | 1943年8月  | 1969年11月 |                                                                   |
| LSD-3 | カーター・ホール USS Carter Hall         | 1943年9月  | 1969年10月 |                                                                   |
| LSD-4 | エッピング・フォレスト USS Epping Forest | 1943年10月 | 1968年10月 |                                                                   |
| LSD-5 | ガンストン・ホール USS Gunston Hall      | 1943年11月 | 1970年5月  | アルゼンチン海軍に売却、 · 「カンディド・デ・ラサラ」として再就役 |
| LSD-6 | リンデンワルド USS Lindenwald            | 1943年12月 | 1967年12月 |                                                                   |
| LSD-7 | オーク・ヒル USS Oak Hill                | 1944年1月  | 1969年10月 |                                                                   |
| LSD-8 | ホワイト・マーシュ USS White Marsh       | 1944年1月  | 1960年11月 | 台湾海軍に売却、 · 「東海」として再就役（後に「中正」に改名）     |